# Teddy Z
Teddy Z (The Famous Teddy Z) è una serie televisiva statunitense in 20 episodi di cui 15 trasmessi per la prima volta nel corso di una sola stagione dal 1989 al 1990.
È una sitcom incentrata sulla storia vera di Jay Kantor, un autista di Limousine per conto di un'agenzia di Hollywood che in seguito divenne agente personale di Marlon Brando che lo aveva preso in simpatia.

La serie ottenne due nomination per l'Emmy Award, tra cui una per il pilot e una per Alex Rocco, che poi vinse il premio come miglior attore non protagonista in una serie comica. Tuttavia, il responso basso del pubblico portò la CBS a cancellare la serie nel corso dell prima televisiva (gli ultimi cinque episodi non furono trasmessi). 

## Trama
Theodore "Teddy Z" Zakalokis è un giovane che lavora come impiegato nell'ufficio posta di un'agenzia di talenti di Hollywood con la speranza di non impantanarsi a vita nella panetteria greco-americana di famiglia. Quando la stella di Hollywood Harland Keyvo (una caricatura di Marlon Brando) incontra Teddy Z, è talmente colpito dalla sua onestà che lo ingaggia come suo nuovo agente. L'umorismo della serie deriva dall'approccio innocente di Teddy al business, in contrasto con il comportamento dei suoi colleghi agenti. Il cast comprende anche Jane Sibbett, Alex Rocco, Milton Selzer, [Josh Blake] e Erica Yohn. Il personaggio di Rocco, Al Floss, aveva anche partecipato ad un crossover in Murphy Brown nel ruolo di un agente per alcuni dei personaggi della serie.

## Personaggi e interpreti
- Teddy Zakalokis (20 episodi, 1989-1990), interpretato da Jon Cryer.
- Laurie Parr (20 episodi, 1989-1990), interpretato da Jane Sibbett.
È una ex collega di Teddy all'ufficio raccomandate. Teddy la fa diventare poi la sua assistente.
- Abe Werkfinder (20 episodi, 1989-1990), interpretato da Milton Selzer.
- Deena Zakalokis (20 episodi, 1989-1990), interpretato da Erica Yohn.
È la nonna greca di Teddy.
- Richie Herby (20 episodi, 1989-1990), interpretato da Tom La Grua.
- Aristotle Zakalokis (20 episodi, 1989-1990), interpretato da Josh Blake.
- Al Floss (20 episodi, 1989-1990), interpretato da Alex Rocco.
È un agente quotato di Hollywood.
- Segretario di Floss (8 episodi, 1989-1990), interpretato da Andrew Philpot.
- Zio Nikos (5 episodi, 1989-1990), interpretato da Tony DiBenedetto.
- Harland Keyvo (5 episodi, 1989-1990), interpretato da Dennis Lipscomb.

### Guest star
Tra le guest star: Chuck Hayward, Terry Kiser, Perla Walter, Loren Farmer, Niles Brewster, Paul Satterfield, Frank Hamilton, Dion Anderson, Kavi Raz, Margot Rose, Douglas Roberts, David Knell, Kathe E. Mazur, Bebe Neuwirth, Dalton Cathey, Larry Goodhue, Hector Elias, Phil Brock, Janet Carroll, Robert Frank Telfer, Danny Shock, Michael Holden, Danny Goldman, Robert Culp, Will Leskin, Bruce Mahler, Cynthia Stevenson, Ben Slack, Cristine Rose, Robert Prescott.

## Produzione
La serie, ideata da Hugh Wilson, fu prodotta da Columbia Pictures Television e ELP Communications e Hugh Wilson Productions e girata nei Sunset Gower Studios a Hollywood in California. Le musiche furono composte da Guy Moon e Steve Tyrell.

### Registi
Tra i registi sono accreditati:
- Max Tash in 11 episodi (1989-1990)
- Richard Dubin in 3 episodi (1989)
- Hugh Wilson in 3 episodi (1989)
- Frank Bonner in 2 episodi (1989-1990)

### Sceneggiatori
Tra gli sceneggiatori sono accreditati:
- Hugh Wilson in 5 episodi (1989)
- Robert Wilcox in 4 episodi (1989-1990)
- Wayne Lemon in 3 episodi (1989-1990)
- Sid O. Smith in 3 episodi (1989-1990)
- Craig T. Nelson in 2 episodi (1989-1990)
- Richard Dubin in 2 episodi (1989)

## Distribuzione
La serie fu trasmessa negli Stati Uniti dal 18 settembre 1989 al 12 maggio 1990  sulla rete televisiva CBS. In Italia è stata trasmessa con il titolo Teddy Z.
Alcune delle uscite internazionali sono state:
- negli Stati Uniti il 18 settembre 1989 (The Famous Teddy Z)
- in Spagna (El famoso Teddy Z)
- in Italia (Teddy Z)

## Episodi
| Stagione       | Episodi | Prima TV USA |
| -------------- | ------- | ------------ |
| Prima stagione | 20      | 1989-1990    |